# Journal of Viral Hepatitis
Das Journal of Viral Hepatitis, abgekürzt J. Viral Hepatitis, ist eine wissenschaftliche Fachzeitschrift, die vom Wiley-Blackwell-Verlag veröffentlicht wird. Die Zeitschrift erscheint derzeit zwölfmal im Jahr. Es werden Arbeiten veröffentlicht, die sich mit allen Aspekten der viralen Hepatitis beschäftigen.
Der Impact Factor lag im Jahr 2014 bei 3,909. Nach der Statistik des ISI Web of Knowledge wird das Journal mit diesem Impact Factor in der Kategorie Gastroenterologie und Hepatologie an 20. Stelle von 76 Zeitschriften, in der Kategorie Infektionskrankheiten an 19. Stelle von 78 Zeitschriften und in der Kategorie Virologie an zehnter Stelle von 33 Zeitschriften geführt.